# Cedarville (Ohio)
Cedarville és una població dels Estats Units a l'estat d'Ohio. Segons el cens del 2000 tenia 3.828 habitants.

## Demografia
Segons el cens del 2000, Cedarville tenia 3.828 habitants, 681 habitatges, i 420 famílies. La densitat de població era de 1.394,3 habitants/km².
Dels 681 habitatges en un 28,8% hi vivien nens de menys de 18 anys, en un 51,2% hi vivien parelles casades, en un 7,6% dones solteres, i en un 38,2% no eren unitats familiars. En el 26,1% dels habitatges hi vivien persones soles el 9,1% de les quals corresponia a persones de 65 anys o més que vivien soles. El nombre mitjà de persones vivint en cada habitatge era de 2,55 i el nombre mitjà de persones que vivien en cada família era de 3,08.
Per edats la població es repartia de la següent manera: un 10,4% tenia menys de 18 anys, un 65% entre 18 i 24, un 10,7% entre 25 i 44, un 8,4% de 45 a 60 i un 5,5% 65 anys o més.
L'edat mediana era de 21 anys. Per cada 100 dones de 18 o més anys hi havia 83,8 homes.
La renda mediana per habitatge era de 37.200 $ i la renda mediana per família de 44.234 $. Els homes tenien una renda mediana de 32.500 $ mentre que les dones 22.813 $. La renda per capita de la població era de 9.499 $. Aproximadament el 5,4% de les famílies i el 13,8% de la població estaven per davall del llindar de pobresa.

## Poblacions més properes
El següent diagrama mostra les poblacions més properes.